# Rhinomugil nasutus
Rhinomugil nasutus és una espècie de peix de la família dels mugílids i de l'ordre dels mugiliformes.

## Reproducció
És ovípar i els ous pelàgics.

## Hàbitat
És un peix de clima tropical i pelàgic.

## Distribució geogràfica
Es troba a Austràlia i Nova Guinea.

## Observacions
És inofensiu per als humans.